# Lia von Blarer
Lia von Blarer (* 2. Dezember 1992 in Liestal, Schweiz) ist eine deutsch-schweizerische Theater- und Filmschauspielerin.

## Leben
Lia von Blarer wuchs im Baselland auf. Später zog sie nach Berlin, wo sie 2012 ihr Abitur an der Schulfarm Insel Scharfenberg machte. Ab 2014 studierte sie Schauspiel an der Hochschule für Musik und Theater Rostock, was sie 2018 mit dem Diplom abschloss. 2018 verbrachte sie ein Semester an der École supérieure d'art dramatique de Paris (ESAD). Lia von Blarer lebt in Berlin und Paris.

## Filmografie (Auswahl)
- 2013: Feuchtgebiete
- 2015: Lost in the Living; Regie: Robert Manson
- 2019–2020: Die Einstein WG (Webserie); Regie: Matthias Bollwerk
- 2020: MaPa
- 2020: Blinde Flecken (Kurzfilm); Regie: Luis Schubert
- 2020: Hirudo (Kurzfilm); Regie: Denis Wagner und Robin Nidecker
- 2020: 99 Moons; Regie: Jan Gassmann
- 2021: Youth Topia; Regie: Dennis Stormer
- 2021: Eldorado KaDeWe – Jetzt ist unsere Zeit (Fernsehmehrteiler)
- 2023: Careful (Kurzfilm); Regie: Camille Lagaisse
- 2024: Theresa Wolff – Dreck! (Fernsehreihe)
- 2024: Der Wald in mir
- 2024: Kafka (Fernsehserie)
- 2024: Bad Influencer (Fernsehserie)

## Theater (Auswahl)
- 2014 Asylmonologe, Regie: Michael Ruf, Schauwerk Rostock
- 2015–2016 norway.today von Igor Bauersima, Regie: Sewan Latchinian, Volkstheater Rostock
- 2016 Asyldialoge, Regie: Michael Ruf, Haus der Freundschaft Rostock (Peter Weiss Haus Rostock)
- 2017 Let Rome In Tiber Melt, Regie: David Czesienski und Holle Münster (Prinzip Gonzo), Hochschule für Musik und Theater Rostock
- 2018 Théâtre Mort, Regie: Clément Bondu, Les Plateaux Sauvages Paris
- 2019 William Shakespeare’s Blade Runner 0.2, Regie: Roman Senkl, Hochschule für Schauspielkunst Ernst Busch Berlin
- 2019 Platonow von Anton Tschechow, Regie: Klemens Hegen, Staatstheater Stuttgart
- 2020 G.O.U.L.E., Regie: David Czesienski und Robert Hartmann (Prinzip Gonzo), Saarländische Staatstheater Saarbrücken und Théâtre de la Manufacture Nancy

## Auszeichnungen
- 2016 Studienpreis Migros-Kulturprozent
- 2017 Studien- und Förderpreis Migros-Kulturprozent
- 2019 Caspar David Friedrich Stipendium
- 2020 Nominierung Deutscher Fernsehpreis „Beste Drama-Serie“ für MaPa
- 2021 Nominierung Grimme-Preis für MaPa